# 黑澤R
黑澤R是日本漫畫家，作品包括獲改編為真人電視劇的《復讐的未亡人》、《金魚妻》等。